# São Francisco abraçando Cristo na Cruz (Murillo)
São Francisco Abraçando Cristo na Cruz ou Alegoria da Renúncia de São Francisco ao Mundo Material para Seguir Jesus é uma pintura a óleo sobre tela de Bartolomé Esteban Murillo, criada em 1668-1669, atualmente pertencente à coleção do Museu de Belas Artes de Sevilha.